# Svalutation (пісня)
«Svalutation» (укр. «Девальвація») — пісня італійського співака та кіноактора Адріано Челентано 1976 року.

## Про пісню
Пісня увійшла як другий трек до однойменного альбому Адріано Челентано — «Svalutation» 1976 року. Назва пісні являла собою білінгвальне слово, утворене в результаті з'єднання італійського «svalutazione» і англійського «devaluation» (з англ. — «девальвація»). Сама композиція починалася словами: «І щодня бензин коштує дедалі дорожче, а ліра відступає і падає вниз, девальвація, девальвація…», таким наголосом співак висміював соціальну кризу в Італії тих часів — інфляцію, загрозу тероризму й інше, завдяки цьому пісня отримала велику популярність. Пісня посіла 4 позицію в італійському чарті найкращих синглів 1976 року, було продано 348.000 копій з нею. Пісня була виконана у жанрі поп-рок. Музику до пісні написав Адріано Челентано і Джино Сантерколе, а авторами тексту були Лучано Беретта і Віто Паллавічіні. В подальшому пісня стала однією з найвідоміших у творчості співака, вона виконувалася Челентано на різних телепроєктах, послужила назвою його авторської однойменної передачі «Svalutation» 1992 року і входила до різних збірників, наприклад: «L'animale» і «…Adriano». Також Челентано виконував її в дуеті з відомим італійським співаком П'єро Пелу на телешоу «Francamente me ne infischio» (1999). В інтерв'ю радянській газеті «Труд» 1981 року Челентано відгукувався про пісню словами:
| «Одна з моїх улюблених пісень називається „Девальвація“. У ній я говорю про ті соціальні проблеми, які мене хвилюють по-справжньому. Адже це факт, що ті, у кого влада в руках, не завжди чесно поводяться по відношенню до народу»[6] |
Пісня випускалася як сингл на LP-платівках в Італії, Греції, Франції, Австрії, Югославії, Німеччині, Іспанії, Великій Британії та Туреччині. «Svalutation» випускалася на одній платівці з піснями «La Barca», або «I Want To Know». Обкладинка синглу і однойменного альбому мали однакове оформлення, де було зображено Челентано з гітарою на білому тлі.

## Видання
| Назва                           | Лейбл              | Маркування    | Країна          | Рік  |
| ------------------------------- | ------------------ | ------------- | --------------- | ---- |
| Svalutation/La Barca (7")       | Clan Celentano     | CLN 4375      | Італія          | 1976 |
| Svalutation/I Want To Know (7") | Epic               | EPC 5064      | Греція          | 1976 |
| Svalutation/La Barca (7")       | Eurodisc           | 17066         | Франція         | 1976 |
| Svalutation/La Barca (7")       | Eurodisc, Eurodisc | 17066, 911065 | Франція         | 1976 |
| Svalutation/La Barca (7")       | Clan Celentano     | YD 464        | Італія          | 1976 |
| Svalutation/La Barca (7")       | Ariola             | 17 066 AT     | Австрія         | 1976 |
| Svalutation/La Barca (7")       | PGP RTB            | S 53 969      | Югославія       | 1976 |
| Svalutation/La Barca (7")       | Ariola             | 17 066 AT     | Німеччина       | 1976 |
| Svalutation/La Barca (7")       | Ariola             | 17066 A       | Іспанія         | 1976 |
| Svalutation/La Barca (7")       | Ariola             | 17 066 AT     | Австрія         | 1976 |
| Svalutation/La Barca (7")       | Epic               | S EPC 4375    | Велика Британія | 1977 |
| Svalutation/La Barca (7")       | Z Plak             | E.K.B.M. 507  | Туреччина       | 1977 |